# Mambwe
Mambwe è un centro abitato dello Zambia, parte della Provincia Orientale e capoluogo del distretto omonimo. Amministrativamente è formato da diversi comuni che fanno parte del distretto stesso.